# Juan Domingo Santos
Juan Domingo Santos (Granada, 3 de marzo de 1961) es un arquitecto y profesor español.

## Biografía
Arquitecto por la Escuela Técnica Superior de Arquitectura de la Universidad de Sevilla desde 1986, se convirtió en Doctor Arquitecto por la Universidad de Granada en 2005. Su trabajo de investigación titulado La tradición innovada, recibió en 2014 el Premio FAD de Pensamiento y Crítica.
En 1986 constituyó su estudio en Granada, situado este en la torre alcoholera de la antigua fábrica de azúcar de San Isidro tras haberla rehabilitado. El director cinematográfico Juan Sebastián Bollaín realizó un cortometraje sobre ésta en 2013, titulado “Un encuentro”.
Desde 1994 es Profesor de Proyectos Arquitectónicos de la Escuela Técnica Superior de Arquitectura de la Universidad de Granada.
Su labor como investigador y docente le ha llevado como invitado a universidades tales como la École polytechnique fédérale de Lausanne (Suiza), la Escuela de Arquitectura de la Universidad Técnica de Lisboa (Portugal), la Fach Hochschule Lausitz de Cottbus y la Fakultät Architektur an der Technischen Univertät Dresde (Alemania), la Facultad de Arquitectura y Diseño Interior de la Universidad San Francisco de Quito (Ecuador), la Columbia University de Nueva York (EE. UU.), la Escuela de Arte, Arquitectura y Diseño de la Universidad de Guadalajara (México), la Architectural Association of Ireland, en el Davis Theatre del Trinity College (Dublín) (Irlanda), y en la Technische Universität München (Alemania); así como en escuelas españolas, como las ETSA de Navarra, Barcelona, Madrid o el programa MArch de Arquitectura y Diseño en Valencia. En su trabajo y en su faceta como investigador y difusor de la arquitectura ha demostrado una especial sensibilidad por el patrimonio.
Sus proyectos han sido expuestos en exposiciones internacionales y nacionales como la 7ª Bienal de Arquitectura de Venecia, la exposición llamada "On-Site: New Architecture in Spain" organizada por el MoMA de Nueva York y en la Bienal de Arquitectura Española de los años 1993 y 1994.
Ha sido nominado al Premio Mies van der Rohe en 2007, a los Saloni en 2010, y al Ecola en 2010 y 2012, y seleccionado en la XI Bienal de Arquitectura y Urbanismo española de 2011. También en 2011  su obra Museo del Agua de Lanjarón ha sido galardonada con el Gran Premio ENOR de Arquitectura, en 2012 ha sido premiada en la  VIII Bienal Iberoamericana de Arquitectura y Urbanismo (BIAU). En 2016 actuó como codirector de la XIII edición de la Bienal Española de Arquitectura y Urbanismo junto a Carmen Moreno Álvarez, y participó en la Bienal de Venecia comisariada por Iñaqui Carnicero y Carlos Quintáns.
Es colaborador habitual de Álvaro Siza desde 1993 con quien recientemente ha ganado el concurso internacional Atrio de la Alhambra.